# Van Halen III
Van Halen III är ett musikalbum av hårdrockgruppen Van Halen från 1998. Det var gruppens första och enda album med Gary Cherone, tidigare i Extreme, som sångare. Albumet floppade och bandet upplöstes efter den efterföljande turnén.

## Låtlista
Samtliga låtar skrivna av Michael Anthony, Gary Cherone, Eddie Van Halen och Alex Van Halen.
1. "Neworld" - 1:46
2. "Without You" - 6:30
3. "One I Want" - 5:31
4. "From Afar" - 5:24
5. "Dirty Water Dog" - 5:27
6. "Once" - 7:43
7. "Fire in the Hole" - 5:32
8. "Josephina" - 5:42
9. "Year to the Day" - 8:35
10. "Primary" - 1:27
11. "Ballot or the Bullet" - 5:42
12. "How Many Say I" - 6:04